# Polybius (videojoc)
Polybius és el nom d'una suposada màquina recreativa creada per Sinneslöschen en 1981 i que ha acabat esdevenint una llegenda urbana. Segons la història, el videojoc (un clon del Tempest) tenia uns efectes sobre els jugadors que podien portar-lo a tornar-se boig, a patir un fort estrès, malsons horrorosos o fins i tot a tenir tendències suïcides. Poc després de la seua eixida al mercat, el videojoc hauria desaparegut, aparentment, sense deixar rastre. Tampoc no hi ha gaire proves que tal joc existira realment.
Polybius deu el seu nom a Polibi, l'historiador grec clàssic que, entre d'altres, va ser conegut pels seus treballs en relació amb la criptografia i per desenvolupar el Quadrat de Polibi.

## Història
Segons la llegenda urbana, en 1981 apareixen unes quantes màquines recreatives que contenen un innovador i desconegut joc, de mecànica innovadora per a l'època, a alguns locals de la perifèria de la ciutat de Portland, a Oregon (algunes versions afirmen que també haurien arribat còpies a algunes zones d'Oklahoma i al nord de Califòrnia). El joc inclòs a la màquina, Polybius, esdevindria increïblement popular, arribant al punt de crear addicció en els jugadors, que creaven llargues cues al voltant de la màquina per poder gaudir del joc. Aparentment, uns homes vestits de negre serien els responsables del manteniment d'aquelles recreatives, i en lloc d'interessar-se per replegar la recaptació de monedes o les dades de màrqueting recollides habitualment pels visitants de les companyies a les màquines arcade, recollien algunes dades desconegudes i algunes versions diuen que també preguntaven als dependents o clients sobre els efectes que la màquina psicoactiva tenia en els jugadors.
El joc portaria als seus jugadors a patir una sèrie d'efectes secundaris negatius, incloent-hi amnèsia, insomni, malsons, terror nocturn, i fins i tot alguns jugadors haurien arribat a cometre suïcidi segons algunes versions de la llegenda. Teòricament, la premsa del moment va prestar atenció al cas d'un xiquet que va morir després de jugar amb la màquina, fet que hauria portat als homes de negre a fer desaparèixer la recreativa, però no hi han referències al voltant del suposat cas ni s'ha trobat mai cap notícia a la premsa dels anys 80. També es diu que alguns jugadors haurien deixat de tindre interés pels videojocs en general després de provar la màquina (i en el cas concret de Polybius, mostraven o desinterés o fins i tot odi vers el joc), i s'ha arribat a afirmar que un dels seus jugadors amb el temps esdevindria un activista contra els videojocs.
El suposat creador de Polybius és Ed Rotberg, i la companyia creadora/distribuïdora del mateix seria una empresa anomenada Sinneslöschen (terme alemany que es pot traduir com "pèrdua de sentits" o "inhibició sensorial"). Sobre la natura de l'empresa s'ha dit que podia ser tant una organització governamental secreta -que treballaria per a la CIA-, un nom en clau per a algun estudi d'Atari o fins i tot la mateixa empresa. Es considera que el gameplay de Polybius és similar al de Tempest (un shoot 'em up amb gràfics vectorials), que podria contenir també puzzles. Uns altres suposats testimonis parlen d'un clon de Pac-Man en 3d.
També s'ha comentat la presència de missatges subliminals al joc. Missatges de fons com "Kill Yourself" (mata't), "No Imagination" (sense imaginació) "No Thought" (no penses), "Conform" (aconforma't), "Honor apathy" (honora l'apatia), "Do not question authority" (no qüestiones a l'autoritat) o "Surrender" (rendeix-te) que es podrien llegir al fons de la pantalla mentre es juga. També s'ha dit que durant el temps de joc s'escoltarien entre el fort i confús so del programa crits femenins que amb tonalitat plororosa dirien frases com "perquè em fas mal?". Segons algunes versions la gent que, sense jugar, estava dins del camp visual de la recreativa podia vore de reüll misterioses cares flotant, que desapareixien quan intentaven fixar-s'hi.
Un altre dels efectes de la màquina seria el d'esborrar la memòria dels jugadors, la qual cosa explicaria que no hi haja massa testimonis de la màquina, i que els que hi haja siguen de records borrosos.
Es diu també que els homes de negre tindrien accés a un menú des d'on podien configurar els efectes secundaris de la màquina.

## Origen
L'origen de la llegenda és desconegut. Alguns comentaristes d'internet opinen que es va originar com a engany (hoax) a usenet. Uns altres bloguers creuen que la història és una vertadera llegenda urbana -una història que aniria creixent i distorsionant-se per l'efecte del boca-orella originada a partir del cas d'una versió primigènia (beta) del joc d'Atari Tempest,
que provocaria problemes d'epilèpsia fotosensitiva i causaria marejos i vertigen; tot i això, la versió finalment distribuïda de Tempest hauria estat corregida per tal d'eliminar aquells efectes.
Es diu que el primer lloc on va arribar Polybius seria un local de recreatius anomenat Blue Diamond. El lloc va existir realment i actualment és un bar.

## Llegat
Diverses persones han afirmat tenir accés a una ROM del joc, si bé aquesta no es podria posar en funcionament a cap emulador. Cap persona, però, mai ha fet pública cap còpia del joc, el que seria una "manca d'evidència física" o impossibilitat de demostrar els fets posats en dubte, situació habitual a moltes llegendes urbanes. Altres situacions comunes a les llegendes urbanes, com la informació circular o contradictòria, estarien presents a esta història, doncs per exemple hi ha teories contradictòries sobre el gènere del videojoc.
La història de Polybius va rebre certa atenció mediàtica quan al número de setembre del 2003 de la revista Gamepro va aparèixer com a part d'un article sobre llegendes urbanes del videojocs anomenada "Secrets and Lies" (Secrets i Mentides). La revista va considerar que no hi havia proves per considerar vertadera o falsa la història, sinó "inconclusiva". Addicionalment, Snopes.com (un web de referència pel que fa a les llegendes urbanes) considera el mite com una versió moderna d'una altra llegenda urbana dels anys 80 que parlava d'homes de negre que visitarien salons recreatius per anotar les inicials de les pantalles de màximes puntuacions dels arcades.

## Steven Roach
El 20 de març de 2006, un home anomenat Steven Roach va escriure al web coinop.org un missatge on explicava la seua implicació en Polybius, amb l'objectiu, deia, d'acabar amb les conjectures sobre la natura del joc. Roach afirmava haver estat treballant per una companyia Sud-americana que desitjava promoure una "nova aproximació" als gràfics informàtics (probablement amb gràfics vectorials). Aquesta empresa aconseguiria crear un joc molt original i addictiu, si bé els gràfics serien perillosos i podrien causar epilèpsia per una errada del programa. El projecte es va cancel·lar, el programa es perdria i els subcontractistes encarregats de fer-lo, Sinneslöschen, cessarien les seues activitats.
El 26 d'abril de 2006 Duane Weatherall de Gamepulse.co.uk (ara bitparade.co.uk) va entrevistar a Roach després que escrivira el mateix missatge a un altre fòrum. La història de Roach va mostrar cert nombre d'inconsistències, amb informació que podria haver eixit de l'edició en anglès de la Viquipèdia. L'entrevista també incloïa alguna informació personal sobre Roach, com que era natural de Rhyl, Gal·les, i la seua versió sobre com funcionava el joc.

## Versió per a PC
El 20 de juliol de 2007 apareix a internet un suposat lloc web de Sinneslöschen, oferint una versió gratuïta de Polybius per a descarregar, així com suposades imatges de la màquina. El joc, creat amb DarkBASIC, era una recreació de Polybius feta a partir de l'entrevista a Steven Roach, amb gràfics propis de principis dels anys 80 i amb missatges subliminals semblants als de la pel·lícula They Live. Esta recreació per a PC de 2007 seria un joc, suposadament semblant al Polybius original i, per tant, podria causar efectes nocius en els jugadors. El web de Sinneslöschen estaria creat per la mateixa persona que porta el web roguesynapse.com, perquè compartirien adreça IP.
Molts vídeos d'esta versió de 2007 s'han pujat a YouTube, sovint descrits com si foren imatges reals del joc de 1981. Alguns vídeos, a causa de la natura dels seus gràfics, poden provocar efectes negatius sobre gent que pateix epilèpsia.

## Cultura Popular
Una recreativa de Polybius va aparèixer de fons al capítol del 24 de setembre de 2006 de la sèrie de televisió Els Simpson, titulat "Please Homer, Don't Hammer 'Em...".
Una sèrie de televisió nord-americana de curta vida, Blister, va tindre un capítol on els personatges buscaven la màquina de Polybius.
Aquesta història ha estat part integral d'un capítol de Doomsday Arcade, una sèrie de vídeos oferta per Escapist Magazine.